# Neutralidad Si

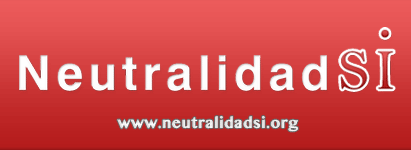
El logo de la campaña ciudadana Neutralidad Si, Chile

Neutralidad Si! es un movimiento ciudadano surgido en Chile durante 2007, con la finalidad de impulsar una legislación local basada en el principio de Neutralidad de la Red para ese país.

## Origen
La iniciativa nació de un grupo de usuarios chilenos interesados en poder solucionar los grandes problemas de calidad de la Banda Ancha en Chile, generados a partir de las Medidas de Gestión de Tráfico que los Proveedores de Acceso a Internet imponían a los usuarios.
El equipo original de Neutralidad Si! está conformado por: José Huerta Estrada, Eduardo Olivares Mendez, Rodrigo García Segovia, Roberto Iglesias Soto, Daniel Acuña Acuña, Esteban Hernández Valderrama, Francisco Escobar, Daniel Ortiz. Además, posteriormente se sumó el apoyo del Diputado de la República de Chile don Gonzalo Arenas Hödar.
Las campañas e iniciativas creadas por Neutralidad Si! no tuvieron financiamiento alguno y se valieron exclusivamente de herramientas gratuitas, en su mayoría, de código abierto.

## Campañas
Neutralidad Si! se caracterizó por la organización de campañas ciudadanas orientadas a mover al público en torno de la consecución del objetivo final: una ley de neutralidad de la red para Chile. Algunas de esas campañas consistieron en el envío masivo de correos electrónicos a los parlamentarios, distribución de contenidos en sitios web afiliados y, además, participaciones en las sesiones de la Cámara de Diputados y el Senado chileno.
Estas campañas llevaron, en parte, a que en 2010 Chile se convirtiera en el primer país en el mundo en legislar en favor de la neutralidad de la red, mediante la ley N° 20.453 convirtiéndose en uno de los primeros casos en Latinoamérica de croudsourcing en política a través de Internet.

## Reconocimientos
En 2012, Neutralidad Si! fue reconocido con un premio del Fondo Regional para la Innovación Digital en América Latina y el Caribe (FRIDA), por su campaña en pro de la Neutralidad de la Red.

## Actualidad
Desde 2012, Neutralidad Si! forma parte de la Organización No Gubernamental Cívico (Chile), la cual fue fundada por algunos de los integrantes del mismo movimiento.